# Maze (rivière)
Pour les articles homonymes, voir Maze.
La Maze est un affluent de l'Aube, situé à une altitude de 186 m et d'une longueur totale de 3 km. Le dénivelé moyen de la rivière est de à 0,17 %.

## Géographie
La Maze traverse trois communes situées dans deux départements : Laferté-sur-Aube en Haute-Marne, Juvancourt et Ville-sous-la-Ferté dans l'Aube,.